# 西麻植駅
西麻植駅（にしおええき）は、徳島県吉野川市鴨島町西麻植字麻植市にある四国旅客鉄道（JR四国）徳島線の駅である。駅番号はB10。

## 歴史
- 1899年（明治32年）10月5日：徳島鉄道の駅として開業[2]。
- 1907年（明治40年）9月1日：徳島鉄道が国有化される[1]。
- 1964年（昭和39年）4月1日：業務委託駅となる[3]。
- 1970年（昭和45年）6月1日：貨物取扱廃止[1]。
- 1972年（昭和47年）10月1日：荷物扱い廃止[4]。無人駅となる[5]。
- 1987年（昭和62年）4月1日：国鉄分割民営化により、JR四国の駅となる[1]。

## 駅構造
阿波池田に向かって左側に単式ホーム1面1線を有する地上駅。古い木造駅舎が残っている。無人化後は駅舎内で近距離乗車券を販売する簡易委託駅だったが、現在は完全な無人駅となっている。自動券売機は設置されていない。
かつては男女共用の汲み取り式便所が別棟で設けられていたが、現在では跡形もなく取り壊されている。

## 駅周辺
- 吉野川医療センター
- 徳島県道238号川島西麻植停車場線
- 吉野川市立西麻植小学校
- 国道192号
- 徳島バス鴨島営業所
- 江川 - 吉野川のかつての本流の跡から大量の水が湧き出し約10キロで吉野川に注ぐというものであるが、夏には10℃くらいだった水が冬になると20℃以上になる「江川の異常水温」という現象で知られている。このため、当川は県の天然記念物や、名水百選に指定されている。

## 隣の駅
四国旅客鉄道（JR四国）
■徳島線
■普通
鴨島駅 (B09) - 西麻植駅 (B10) - 阿波川島駅 (B11)